# Palana
Palana, rusky Палана, je osada městského typu v Rusku na severní Kamčatce. Do zrušení Korjackého autonomního okruhu k 1. srpnu 2007 byla jeho správním centrem.
Po sloučení s Kamčatskou oblastí a vzniku Kamčatského kraje existuje na území bývalého Korjackého autonomního okruhu Korjacký okruh, územní jednotka se zvláštním statutem se střediskem v obci Palana, zahrnující 4 rajóny: Karaginský, Oljutorský, Penžinský a Tigilský.
Město má přes 3 000 obyvatel (hlavně Korjakové a Rusové), leží v nadmořské výšce 283 m. Palana je místním kulturním centrem. Jsou zde dvě letiště, staré a nové. Město je vzdáleno 13 000 kilometrů od Moskvy.
Používá se zde čas UTC+12.